# Jennie Johansson
Jennie Caroline Eleonore Johansson (Hedemora, 15 juni 1988) is een Zweedse zwemster.

## Carrière
Bij haar internationale debuut, op de Europese kampioenschappen kortebaanzwemmen 2009 in Istanboel, veroverde Johansson de bronzen medaille op de 100 meter schoolslag en eindigde ze als achtste op de 50 meter schoolslag. Samen met Emma Svensson, Sarah Sjöström en Nathalie Lindborg zwom ze in de series van de 4x50 meter wisselslag, in de finale legden Svensson en Sjöström samen met Josefin Lillhage en Claire Hedenskog beslag op de zilveren medaille. Voor haar aandeel in de series ontving Johansson eveneens de zilveren medaille.
Tijdens de Europese kampioenschappen zwemmen 2010 in Boedapest sleepte de Zweedse de zilveren medaille in de wacht op de 100 meter schoolslag, ex aequo met de Deense Rikke Møller Pedersen, en de bronzen medaille op de 50 meter schoolslag. In Dubai nam Johansson deel aan de wereldkampioenschappen kortebaanzwemmen 2010, op dit toernooi eindigde ze als vijfde op de 100 meter schoolslag en strandde ze in de halve finales van de 50 meter schoolslag. Op de 4x100 meter wisselslag zwom ze samen met Michelle Coleman, Petra Granlund en Claire Hedenskog in de series, in de finale eindigde Granlund samen met Joline Höstman, Therese Alshammar en Sarah Sjöström op de vijfde plaats.
Op de wereldkampioenschappen zwemmen 2011 in Shanghai eindigde de Zweedse als vijfde op de 50 meter schoolslag, op de 100 meter schoolslag werd ze uitgeschakeld in de halve finales.

## Internationale toernooien
| Jaar | Olympische Spelen | WK langebaan                          | WK kortebaan                                                                             | EK langebaan                     | EK kortebaan                                                                            |
| ---- | ----------------- | ------------------------------------- | ---------------------------------------------------------------------------------------- | -------------------------------- | --------------------------------------------------------------------------------------- |
| 2009 |                   | geen deelname                         |                                                                                          |                                  | 8e 50m schoolslag · 100m schoolslag · 4x50m wisselslag · Johansson zwom enkel de series |
| 2010 |                   |                                       | 9e 50m schoolslag 5e 100m schoolslag 5e 4x100m wisselslag Johansson zwom enkel de series | 50m schoolslag · 100m schoolslag | geen deelname                                                                           |
| 2011 |                   | 5e 50m schoolslag 11e 100m schoolslag |                                                                                          |                                  | geen deelname                                                                           |

## Persoonlijke records
Bijgewerkt tot en met 16 oktober 2011

### Kortebaan
| Afstand         | Tijd    | Datum            | Plaats    |
| --------------- | ------- | ---------------- | --------- |
| 50m schoolslag  | 30,05   | 16 oktober 2011  | Stockholm |
| 100m schoolslag | 1.05,19 | 13 december 2009 | Istanboel |

### Langebaan
| Afstand         | Tijd    | Datum            | Plaats    |
| --------------- | ------- | ---------------- | --------- |
| 50m schoolslag  | 30,89   | 31 juli 2011     | Shanghai  |
| 100m schoolslag | 1.07,36 | 11 augustus 2010 | Boedapest |